# CAP theorema
Het CAP-theorema, ook bekend als Brewers theorema, stelt dat het onmogelijk is voor een gedistribueerd computersysteem om gelijktijdig aan de volgende drie voorwaarden te voldoen:
- Consistency

Alle nodes in het systeem zien dezelfde data op hetzelfde moment.
- Availability

De beschikbaarheid zegt iets over aanvragen (requests) en antwoorden (responses).  Iedere aanvraag krijgt altijd een (niet-foutief) antwoord terug, ongeacht de consistentie van dit antwoord.
- Partition Tolerance

Het systeem blijft functioneren bij het uitvallen van een of meerdere nodes (computers/servers) in het netwerk.
Volgens het theorema kan een gedistribueerd computersysteem altijd aan twee van deze voorwaarden voldoen, maar nooit alle drie.